# 江東区立東砂小学校
江東区立東砂小学校（こうとうくりつひがしすなしょうがっこう）は、東京都江東区東砂2丁目に所存する区立小学校である。全6学年13クラス。通称は東砂小（ひがしすなしょう）

## 沿革
出典
- 1973年 - 校舎建設着工。
- 1974年
  - 4月1日 - 開校。
  - 4月6日 - 開校式と第1回入学式挙行。開校時点の全校児童数568名。
  - 6月4日 - 開校記念式典挙行し、この日（6月4日）を開校記念日と定めた。
  - 7月 - 校舎増築工事開始。
  - 9月 - 校章決定。
- 1975年
  - 3月24日 - 最初の修了式挙行。なお、この当時の最高学年が5年生のため、卒業式は行わず。
  - 時期不明 - 増築工事が完了し、15教室完成。
  - 5月 - プール工事。
  - 7月 - 江東区立第七砂町小学校と城東プールを借りて水泳指導開始。その後（同月）、屋上プール完成（25m×8m）。
  - 8月1日 - プール開き式典挙行。
  - 11月6日 - 第1回学芸会開催。
- 1976年3月24日 - 第1回卒業式挙行。最初の卒業生は92名。
- 1977年7月 - 防音のため6教室を冷房化。
- 1979年
  - 3月19日 - 校舎に校章を取り付け。
  - 7月26日 - 第1回大山林間学校開設。
- 1981年7月23日 - 岩井臨海学校開設。
- 1983年1月30日 - ミニアスレチックが完成。
- 1984年5月19日 - PTA発足。
- 1986年
  - 4月6日 - 濃緑色の校帽を制定し着用。
  - 7月22日 - 第1回西湖林間学校。
- 1989年7月 - この月から10月まで、大規模改修工事を行い、和室・ランチルーム・図書室・多目的室が完成する。
- 1996年
  - 日付不明 - 校庭改修工事が完成。
  - 4月1日 - 学区域変更実施。
- 2000年8月 - 耐震工事完了。
- 2003年7月 - この月から10月まで、給食室改修工事実施。
- 2012年 - 校舎と体育館の大規模改修工事実施。
- 2013年 - 仲よし学級開級。
- 2022年11月 - 学習発表会開催[4]。
  - 同年、東砂小学校のキャラクター「ひがりん」が誕生。[要出典][5][6]
- 2023年10月 - 第一回音楽会開催[7][8]
- 2023年11月4日 - 東砂小開校50周年記念式典挙行。[9][10]

## 施設概要
主な施設
- 校庭
- 校舎（4,972m2）
- 屋内運動場（657m2）
- プール（校舎屋上にある）
- 芝生（485m2）

校地面積は8,530平方メートルである。

## 年間行事
- 4月
  - 入学式
  - 離任式
  - 1年生を迎える会
- 5月
  - 運動会
  - 全校遠足
- 6月
  - 開校記念日
- 7月
  - 日光移動教室(6年)
  - 西湖林間学校(5年)
- 9月
  - 展覧会
- 10月
  - 音楽会
- 11月
  - 学習発表会
- 12月
  - 校外学習
- 1月
  - 席書会
- 2月
  - 6年生を送る会
- 3月
  - 卒業式

## 校歌
校歌には一番と二番が存在する。

### 作詞
- 校歌作成委員会

## 有名人
堀米雄斗 - 2020年東京オリンピック、2024年パリオリンピック 男子スケートボード金メダリスト

## 開校前
出典
- 開校前の1955年頃は野菜畑が多くあり、今学校がある場所は昔ヨシがたくさん生えた草むらだった。今体育館がある場所には運送会社があった。

## 通学区域
出典
- 東砂1丁目（全域）
- 東砂2丁目（全域）
- 東砂3丁目（全域）

## 進学先中学校
出典
- 江東区立砂町中学校

## 学校周辺
- 東京都道449号新荒川堤防線
- 学校法人亀井学園江東めぐみ幼稚園 - 江東区道をはさんで、敷地が隣接。また、進級前幼稚園のひとつ。
- 都営東砂二丁目第2アパート - 江東区道をはさんで、敷地が隣接。
- 都営東砂二丁目第3アパート - 江東区道をはさんで、敷地が隣接。
  - なお、学校周辺には、上述の「都営東砂二丁目アパート」以外の民営のマンションも点在する。
- ライフ東砂店
- 江東区東砂第二保育園 - 進級前保育園のひとつ。
- 小名木川
  - 小名木川排水機場
  - なお、上記小名木川・小名木川排水機場付近は、江東・江戸川区境線となっている。
- 江東東砂二丁目郵便局

## アクセス

### バス
- 都営バス「陽20」・「門21」・「亀24」の各系統で、「東砂二丁目」停留所下車後、徒歩。

### 鉄道
- 都営新宿線の東大島駅で下車後、徒歩。